# Heilig Hartkerk (Tilburg)
De Heilig-Hartkerk of Noordhoekse kerk was een neogotische kerk aan de Noordhoekring in Tilburg.

## Geschiedenis
Het kerkgebouw werd in 1898 voltooid, naar een ontwerp van architect en kerkenbouwer Pierre Cuypers. Bouwpastoor was George van Zinnicq Bergmann. De kerk was gewijd aan het Heilig Hart van Jezus, een thematiek die rond die eeuwwisseling door de katholieke kerk nieuw leven werd ingeblazen.
De Noordhoekse kerk was een kruisbasiliek met dakruiter, zeer brede gewelven en een rond gesloten koor gesteund door luchtbogen. Het koor vertoonde sterke gelijkenissen met dat van de Amsterdamse Sint-Willibrorduskerk, eveneens van Cuypers. De geplande 90 meter hoge toren is wegens geldgebrek nooit gebouwd. Desalniettemin was het de grootste kerk van Tilburg en een van de indrukwekkendste van Nederland anno 1900. Het bakstenen kruisgewelf was in zijn soort het grootste van het land. Het middenschip was veertien meter breed, breder dan het middenschip van de Sint Bavo in Haarlem, die toen in aanbouw was. 
Het kerkgebouw kwam landelijk in het nieuws door de moord op Marietje Kessels op 22 augustus 1900. Zij werd dood in het gewelf van de kerk gevonden. De zaak werd nooit opgelost. Hoewel het gebouw kort daarna opnieuw is ingewijd bleef zij lange tijd geassocieerd met de moordzaak en het taboe om er openlijk over te praten. 
Het oorspronkelijke interieur van het neogotische gebouw werd in de loop der tijd diverse malen aangepast, zoals met twaalf glas-in-loodramen van Joep Nicolas (1938-1939) en nieuwe wandschilderingen van Egbert Dekkers (1954). 
In de tweede helft van de twintigste eeuw nam het kerkbezoek sterk af. In 1974 werd de Noordhoekse kerk gesloten. In 1975 volgde sloop, naar men zei wegens gebreken en achterstallig onderhoud. Dat jaar werd ook een andere Tilburgse kerk gesloopt, in de wijk Besterd, maar het karwei aan de Noordhoek trok opvallend veel belangstelling.  

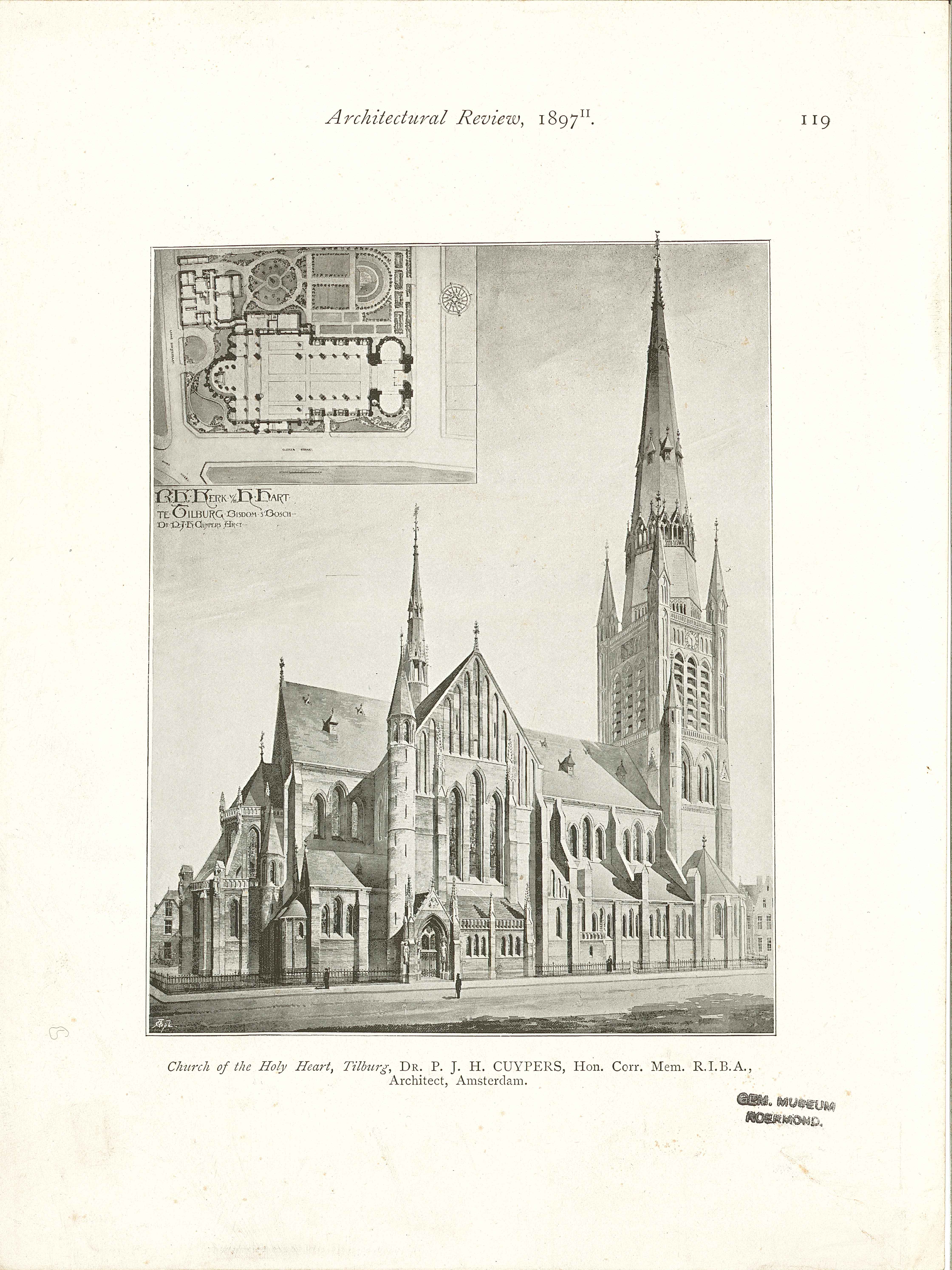
Ontwerp
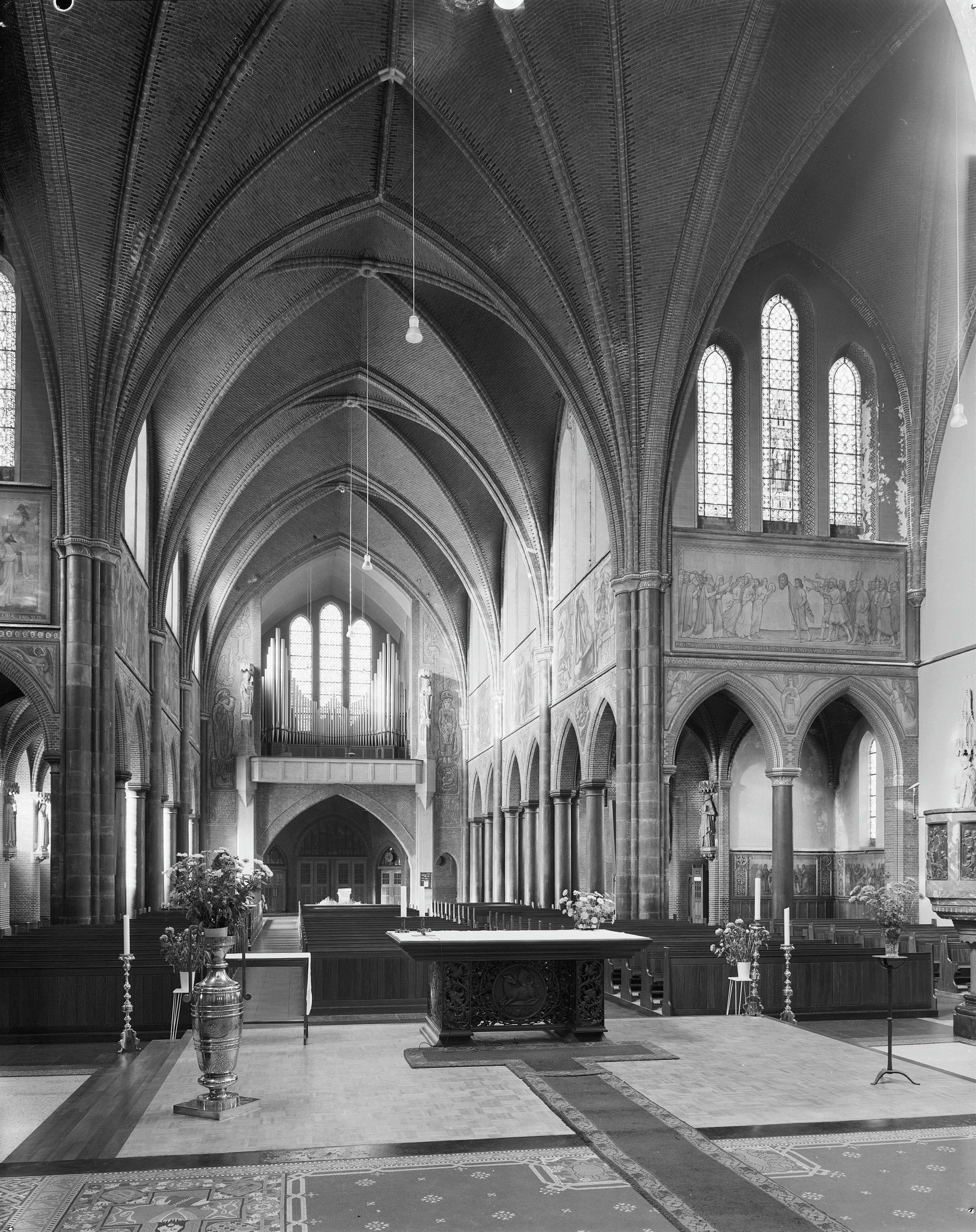
Interieur
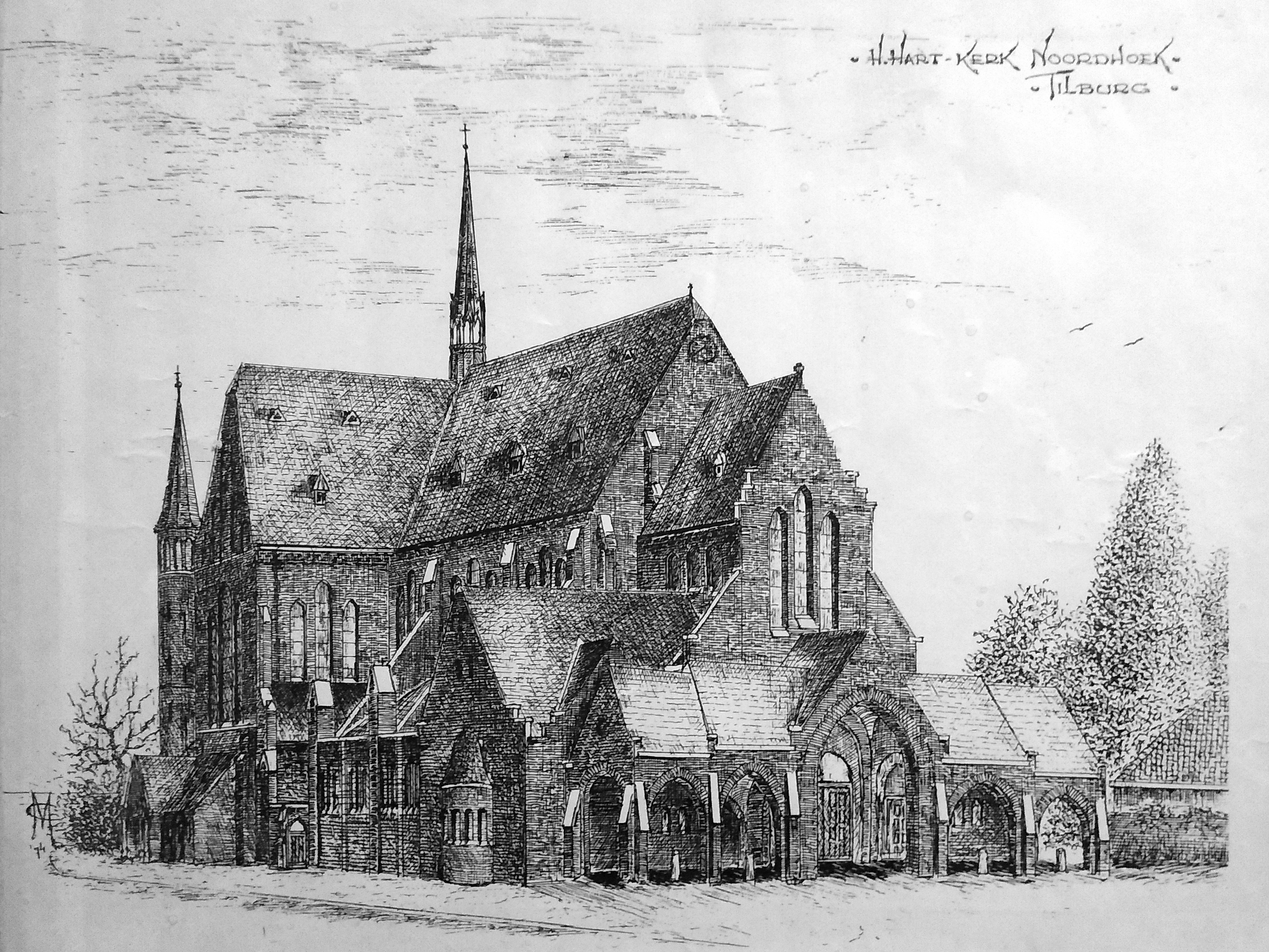
Overzicht